# Filmstudio Babelsberg

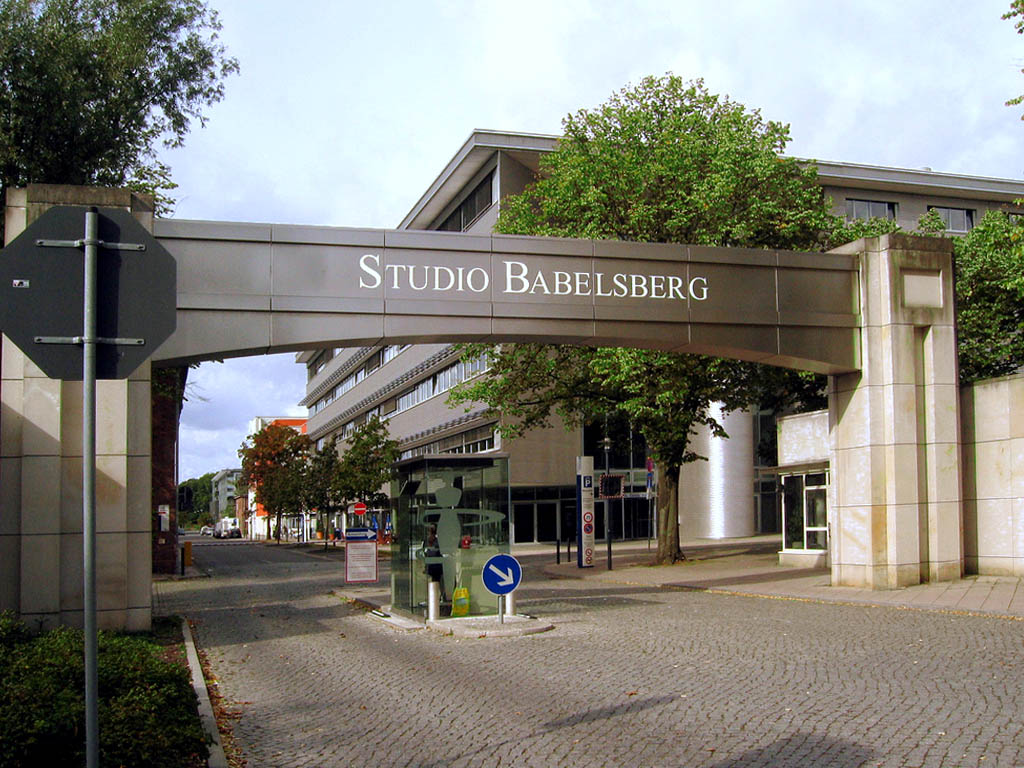
De toegangspoort van Filmstudio Babelsberg

De in 1911 opgerichte Filmstudio Babelsberg in Babelsberg (Potsdam), Duitsland is de oudste filmstudio ter wereld.

## De stichtersjaren
Het eerste gebouw, op het tegenwoordig ongeveer 240.000 m² grote terrein, was het glazen filmatelier ("gläserne Filmatelier") en was eigendom van het bedrijf "Bioscop". In 1912 vonden de eerste draaidagen plaats. In het eerste jaar ontstond de stomme film Der Totentanz van Urban Gad met Asta Nielsen in de hoofdrol. Later fuseerde "Bioscop" met "Decla", het Duitse filiaal van het Franse filmbedrijf "Eclair" en werd vervolgens in 1921 overgenomen door de UFA.
In 1926 werd vervolgens de sciencefictionfilm Metropolis van Fritz Lang opgenomen en werd een grote opnamestudio gebouwd, tegenwoordig Marlene Dietrichhal geheten.
In hetzelfde jaar werd Melodie des Herzens, de eerste Duitstalige film met geluid opgenomen in een hiervoor speciaal gebouwde filmstudio die geschikt was voor de opnames van geluidsfilms. Het was de modernste opnamestudio uit die tijd met vier kruisvormig aan elkaar grenzende opnameruimtes. In 1930 draaide Josef von Sternberg Der blaue Engel met Marlene Dietrich in de hoofdrol.

## Het Nazitijdperk
Gedurende het Derde Rijk werden meer dan 1.000 films opgenomen, onder hen ook talrijke propagandafilms als Jud Süß. Na het beëindigen van de Tweede Wereldoorlog werd in 1946 met de film Die Mörder sind unter uns van Wolfgang Staudtes de filmproductie opnieuw opgenomen.

## De naoorlogse periode tot aan de val van de muur
Na de oprichting van de DEFA zijn tussen 1946 en 1990 meer dan 700 speelfilms en 150 kinderfilms en meer dan 600 televisiefilms, voor de Duitse omroepen, opgenomen.

## Tegenwoordig
Na de val van de muur nam de Treuhand de privatisering van de filmstudio's ter hand en verkocht de Babelbergse DEFA-studio's aan het Franse Compagnie Générale des Eaux (tegenwoordig Vivendi Universal).